# Mariana Avitia
Mariana Avitia Martinez (Monterrey, 18 september 1993) is een Mexicaans boogschutter. Zij nam tweemaal deel aan de Olympische Spelen en won hierbij in totaal één medaille.
Avitia begon met boogschieten toen ze acht jaar was, ze schiet met een recurveboog. In 2002 werd ze lid van het nationaal team. Ze deed mee aan diverse (inter)nationale wedstrijden, waaronder het WK outdoor en de Pan-Amerikaanse Spelen in 2007.
Avitia deed als veertienjarige mee aan de Olympische Spelen in Peking (2008). Ze kwam goed door de eerste rondes, maar werd in de kwartfinale uitgeschakeld door Un Sil Kwon uit Noord-Korea. In 2012 deed ze wederom mee aan de Olympische Zomerspelen in Londen en deed ze samen met Aída Román en Alejandra Valencia mee aan de teamwedstrijd waar ze in de kwartfinale werden uitgeschakeld.